# Belägringen av Leningrad
Belägringen av Leningrad var en del i den nazityska offensiven mot Sovjetunionen i samband med Operation Barbarossa under andra världskriget och varade i cirka 900 dagar; från 8 september 1941 till 27 januari 1944. Belägringen anses ha börjat när tyska trupper den 8 september skar av de sista vägarna in till Leningrad, sedermera omdöpt till Sankt Petersburg, och kom att bli en av de mest förödande belägringarna i världshistorien i termer av stupade.

## Bakgrund

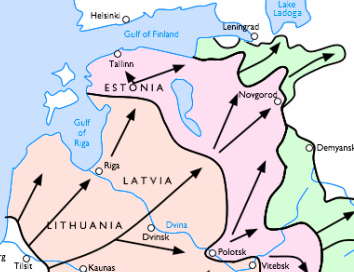
Tyska offensiven i Baltikum 1941 i tre steg:
9 juli, 1 september, 5 december.

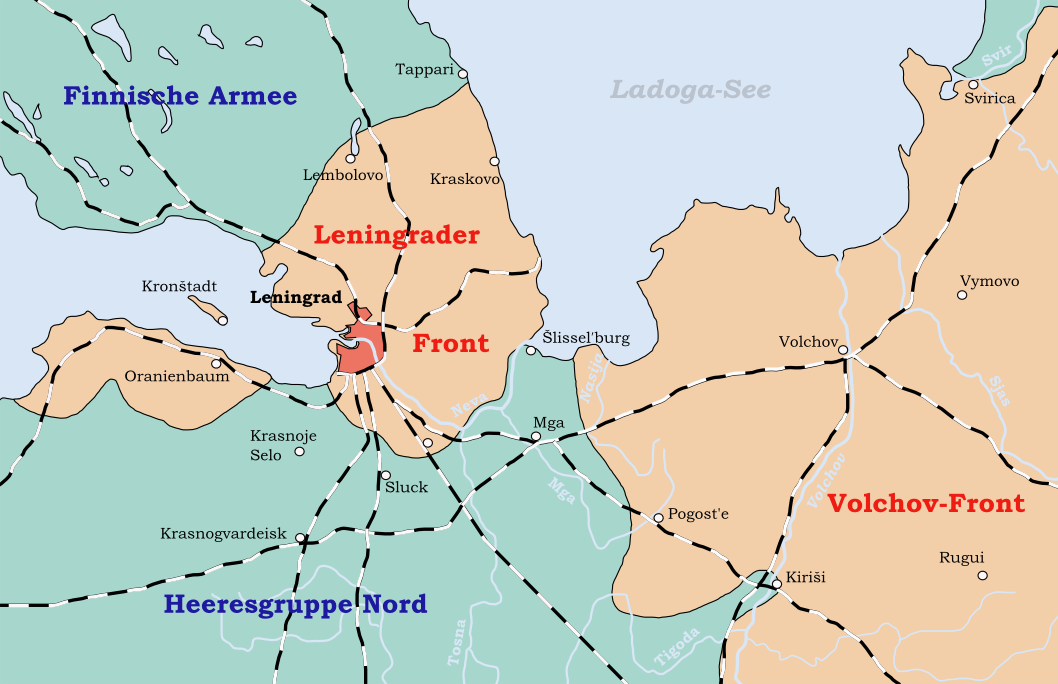
Karta över omringningen av Leningrad med omnejd i januari 1943.

Att inta Leningrad var en av de tre strategiska målen med Operation Barbarossa med tanke på stadens politiska och symboliska värde; staden var bas för den sovjetiska Östersjöflottan och hade en avsevärd industrikapacitet. 1939 stod staden för 11 % av Sovjetunionens totala industriproduktion. Trots teorier om att Adolf Hitler önskade ockupera staden och införliva området med Nazityskland, som en sovjetisk journalist hävdade, var det tydligt att slutmålet för tyskarna var annorlunda. Hitler hade planerat att efter erövringen hålla en stor segerparad i staden varpå Leningrad skulle jämnas med marken och invånarna likvideras eller deporteras. Långvarig ockupation kunde inte accepteras som metod för att förstöra staden enligt det tyska överkommandot då man i sådana fall skulle bli skyldiga att sörja för lokalbefolkningens livsmedelstillgång.

## Offensiven mot Stalinlinjen
Efter den tyska ockupationen av de baltiska staterna och det nästintill totala utplånandet av Nordvästfronten i slutet av juni 1941 företog sig Armégrupp Nord under fältmarskalk Wilhelm Ritter von Leeb i enlighet med Operation Barbarossa att bryta igenom den norra sektionen av den sovjetiska försvarslinje som sträckte sig från Narva ända ner till Odessa, kallad Stalinlinjen. Trots att Sovjetunionen i princip var helt oförberett på den plötsliga tyska invasionen lyckades sovjetiska trupper sakta ner offensiven i norr till ett mindre utnötningskrig under sensommaren. Bl.a. tände man eld på områdets skogar och minerade övergivna byggnader vilket också fick en psykologisk skadeverkan på tyskarna. Detta räckte dock inte i längden och tyskarna bröt slutligen igenom Stalinlinjen i slutet av augusti.
I norr hade även Finlands armé nått landets gamla gräns med Sovjetunionen som den låg före vinterkriget men den finska regeringen ville inte delta i vidare anfall då man ansåg sig ha uppnått sina mål med kriget i att återta territorium man tidigare hade förlorat till Sovjet plus ytterligare områden i ryska Östkarelen så att en fördelaktig försvarslinje kunde upprättas norr om Svir, varefter deras offensiv slutgiltigt avslutades av Mannerheim den 31 augusti.. Istället stannade finska trupper cirka 20 km norr om Leningrad och upprätthöll en blockad på Karelska näset med lågintensiv och sporadisk artillerield.

## Belägringen

### Omringning
Tyska trupper från Armégrupp Nord nådde Leningrads södra utkanter i början av september och började gradvis trappa upp artillerielden mot staden. Tyskarna inledde en slutoffensiv mot Leningrad, och den 8 september nådde tyskarna Ladogasjön och skar då av de sista försörjningslinjerna och samma dag inledde de ett massivt artilleribombardemang som orsakade 178 bränder runtom i staden.
Till tyskarnas förvåning lyckades Röda armén hålla Leningrad längre än de fåtal veckor som man hade räknat med. Redan i slutet av juni hade de sovjetiska myndigheterna uppbådat både stadsmilis och en miljon invånare för byggandet av fortifikationer. När tyskarna inte lyckades erövra staden inleddes istället en långvarig belägring, Leningradborna skulle svältas till underkastelse. Den 7 oktober beordrade Hitler den tyske befälhavaren Alfred Jodl att inte acceptera en sovjetisk kapitulation ens om fienden själv frivilligt gav upp; enligt Jodl skulle tyska soldater inte behöva riskera sina liv i en försåtsminerad stad och inga livsmedel kunde heller avvaras till lokalbefolkningen ifall staden kapitulerade så invånarna skulle antingen dödas eller fördrivas. Varken Tyskland eller dess allierade Finland hade enligt den tyske marinchefen Erich Raeder något intresse av stadens fortsatta existens efter en seger över Sovjetunionen och därför skulle hela Leningrad utplånas.
På grund av att Hitler i oktober 1941 velade mellan att invadera Ukraina och anfalla Moskva fick Armégrupp Nord lägre prioritet vad gäller resursfördelning för sitt mål att ta Leningrad. Samtidigt gjordes försvaret av staden extra komplicerat av närvaron av de finska trupperna norr om Svir, flera mil bort, då Kremlin inte litade till att de skulle hålla sig still.

### Svält och försvar
Staden med tre miljoner invånare var nästan helt omringad och ytterst lite förnödenheter nådde fram på grund av belägringen. Följden blev en akut brist på livsmedel och staden med omnejd befann sig under total blockad. Under slutet av hösten och vintern 1941–1942 dog tusentals Leningradbor varje dag av svält och sjukdomar, matransonerna begränsades till 125 gram bröd som mest bestod av sågspån, temperaturerna föll till runt −30 °C och det rapporterades om svältande gäng som dödade och åt upp människor efter att allt annat hade tagit slut. 260 stadsbor dömdes till fängelse för kannibalism. Samtidigt som stadsborna och det lokala försvaret drabbades av svältkatastrof blev staden en symbol för övriga sovjetmedborgare att aldrig ge upp motståndet. Även i västländerna förundrades man över det motstånd som staden bjöd. På våren 1942 blev försörjningsläget lite bättre men fortfarande var det skriande brist på livsmedel.
Det närliggande försvaret organiserades i Leningradfronten och i öster gjorde arméerna i Volchovfronten upprepade försök att bryta igenom de tyska ställningarna runt staden. En av dessa, sovjetiska 8:e armén, ansvarade för att försöka transportera förnödenheter till staden över Ladogasjön. När sjön frös till is mot vintern 1941 skapades rutten kallad Livets väg som varade ända till slutet av april 1942. Över en halv miljon stadsbor, skadade soldater tillsammans med fabriksutrustning, krigsmateriel, museiföremål och annat evakuerades under tung beskjutning från tyska positioner och flygplan. Samtidigt transporterades cirka 350 000 ton förnödenheter, mestadels matvaror, till stadens svältande befolkning. Upprättandet av en sjöblockad på Ladogasjön genomfördes gemensamt av tyska, italienska och finska fartyg under sommaren 1942.

### Sovjetiska motoffensiver
En rysk offensiv mot belägrarna i januari 1943 lyckades delvis häva belägringen och därmed var den värsta tiden över. Röda armén lyckades dock inte driva bort tyskarna definitivt förrän i januari 1944. Officiellt slutade belägringen 27 januari 1944.

## Offer
Hur många av stadens invånare som omkom vet man inte exakt. Ryska myndigheter uppgav först att 670 000 civila omkommit, men den siffran anses vara för låg. De mest tillförlitliga bedömningarna idag beräknar att cirka en miljon civila dog. Staden blev av Stalin utsedd till en ”hjältestad”, den första ryska staden i kriget som fick den utmärkelsen. Vissa historiker menar att belägringen kan jämföras med folkmord på grund av den nazistiska tankegången som låg bakom tyskarnas användning av svält som krigsstrategi i Sovjetunionen rent allmänt.

### Faktatexter
- Bork, Erik (2008). ”900 dagars fasor i Leningrad”. Världens historia (nr. 13):  sid. 64-71.
- Ericson Wolke, Lars (2007). ”Leningrads 900 dagar”. Allt om historia (nr. 5):  sid. 38-43.

### Skönlitteratur
- Ales Adamovitj & Daniil Granin: Leningrad - belägrad stad (1979), översättning: Hans Magnusson, Göteborg, Fram, cop. 1990. ISBN 91-7510-120-3
- David Benioff: Tjuvarnas stad (2009), översättning: Ulf Gyllenhak, Stockholm : Forum, 2009, ISBN 978-91-37-13357-7
- Lidija Ginzburg: Anteckningar från belägringen (1984), översättning: Karin Grelz, Kristianstad: Umbra solis, 1999. ISBN 91-88236-07-2
- Eino Hanski: Den långa vintern (1967), nyutgivning 1979, Stockholm : Askild & Kärnekull, ISBN 91-7008-885-3
- Eino Hanski: Den långa resan (1967), nyutgivning 1979, Stockholm : Askild & Kärnekull, ISBN 91-7008-886-1